# Ilias, 1. Buch
Das erste Buch (im Deutschen meist: Gesang) der Ilias (griechisch Ἰλιάς Α; auch λοιμός „Seuche“ oder μῆνις „Zorn“ genannt) des griechischen Dichters Homer erzählt nach dem Prooimion die Vorgeschichte des Streites zwischen Achilleus und Agamemnon, den Verlauf der Auseinandersetzung und wie die Götter in das Geschehen eingreifen. In ihm werden damit die wichtigsten Voraussetzungen für die nachfolgenden Ereignisse geschaffen.

## Das Prooimion
Die Ilias beginnt mit einem Prooimion von sieben Versen, das, obwohl es die Vorrede zum Gesamtwerk ist, dem ersten Buch zugerechnet wird. Seine Aufgabe besteht darin, die Muse um Beistand zu bitten, das Thema zu nennen und in das Geschehen einzuführen.
Griechischer Originaltext:
Μῆνιν ἄειδε θεὰ Πηληιάδεω Ἀχιλῆος

οὐλομένην, ἥ μυρί’ Ἀχαιοῖς ἄλγε’ ἔθηκεν,

πολλὰς δ’ ἰφθίμους ψυχὰς Ἄιδι προίαψεν

ἡρώων, αὐτοὺς δὲ ἑλώρια τεῦχε κύνεσσιν

οἰωνοῖσί τε πᾶσι, Διὸς δ’ ἐτελείετο βουλή,

ἐξ οὗ δὴ τὰ πρῶτα διαστήτην ἐρίσαντε

Ἀτρείδης τε ἄναξ ἀνδρῶν καὶ δῖος Ἀχιλλεὺς.
Transkription:
Mẹ̄nin aeịde, theạ, Pēlẹ̄iadeọ̄ Achilẹ̄os

Oụlomenẹ̄n, hē mỵri’ Achaịois ạlge’ ethẹ̄ken,

pọllas d’ ịphthimoụs psychạs Hạdị proiạpsen

hẹ̄rōọ̄n, autoụs de helọ̄ria teụche kynẹssin

oịōnoịsi te pạsi, Diọs, d’ eteleịeto boụlē,

ẹx hou dẹ̄ ta prọ̄ta diạstētẹ̄n erisạnte

Ạtreidẹ̄s te anạx andrọ̄n kai dịos Achịlleus
Übersetzung (Johann Heinrich Voß, 1793):
Singe den Zorn, o Göttin, des Peleiaden Achilleus,

Ihn, der entbrannt den Achaiern unnennbaren Jammer erregte,

Und viel tapfere Seelen der Heldensöhne zum Aïs

Sendete, aber sie selbst zum Raub darstellte den Hunden,

Und dem Gevögel umher. So ward Zeus Wille vollendet:

Seit dem Tag, als erst durch bitteren Zank sich entzweiten

Atreus Sohn, der Herrscher des Volks, und der edle Achilleus.

## Zusammenfassung der Handlung
Chronologisch rückwärts schreitend wird nach dem Prooimion erzählt, wie es zu diesem Zerwürfnis gekommen ist: Nachdem der Apollon-Priester Chryses die Atriden um die Herausgabe seiner von Agamemnon gefangengehaltenen Tochter Chryseis gegen Lösegeld gebeten hatte und von Agamemnon harsch zurückgewiesen worden war, hatte Apollon die Achaier mit einer Seuche bestraft. Hier setzt nun die bis zum Ende der Ilias weitgehend chronologisch fortlaufende Erzählung ein. Als der Seher Kalchas auf der von Achilleus einberufenen Ratsversammlung der Könige verkündet, nur die Rückgabe der Chryseis könne die Seuche beenden, und von Achilleus gegen Agamemnon unterstützt wird, droht dieser, als Ersatz für die ihm entgehende Beute Achilleus’ Ehrengeschenk, die Fürstentochter Briseis, zu holen. Daraufhin eskaliert der Streit, Achilleus kann nur von Athene zurückgehalten werden, Agamemnon zu erschlagen, ein Vermittlungsversuch Nestors schlägt fehl. Nach der Auflösung des Rates setzt Agamemnon seine Drohung in die Tat um, indem er Briseis aus Achilleus’ Zelt holen lässt. Dieser gibt sie ohne Umstände heraus, beklagt sich aber bei seiner Mutter, der Meeresgottheit Thetis, über die Entehrung, und diese verspricht ihm, sich bei Zeus für ihn zu verwenden. Unterdessen wird Chryseis unter Odysseus’ Führung zu ihrem Vater nach Chryse zurückgebracht und Apollon mit Opfern versöhnt. Thetis erwirkt bei Zeus Unterstützung für Achilleus. Der aufkommende Streit zwischen Zeus und Hera, die auf Seiten der Achaier steht, wird durch Hephaistos in homerisches Gelächter aufgelöst.